# WTA Guadalajara
Das WTA Guadalajara ist ein Tennisturnier der Kategorie 500 der WTA Tour, das in Zapopan, der Metropolregion von Guadalajara (Mexiko), erstmals Anfang März 2021 ausgetragen wurde.

## Geschichte

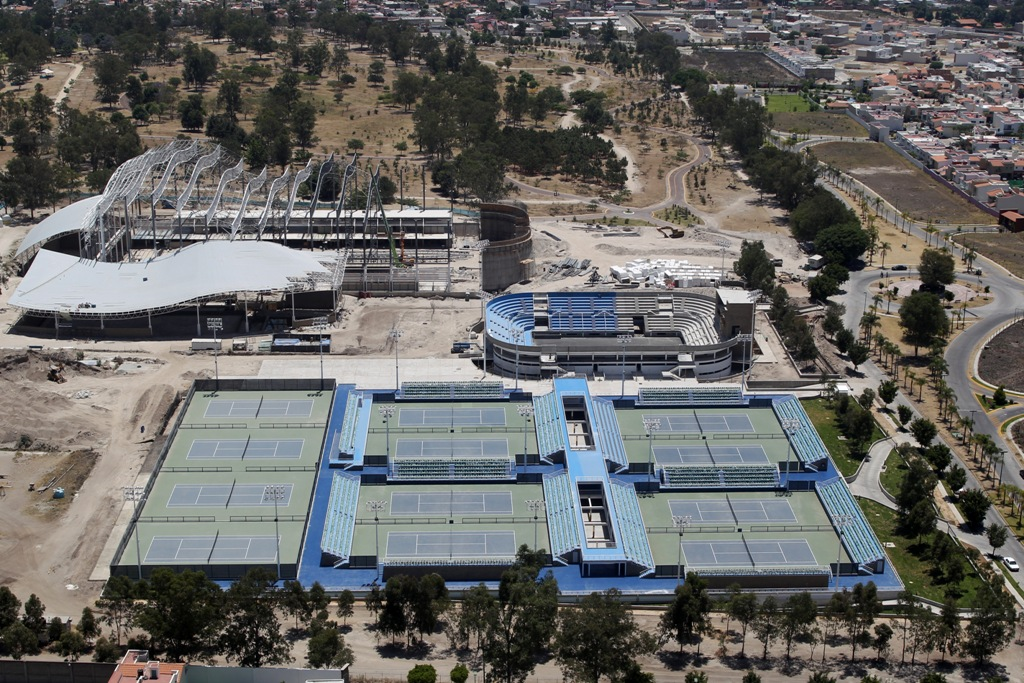
Panamerican Tennis Center (2010)

Spielstätte ist in das Panamerican Tennis Center in Zapopan.
Offizielle Namen der Turniere bis heute:
- 2021: Abierto Zapopan
- 2022: Abierto Akron Zapopan
- 2022–: Guadalajara Open Akron

## Siegerliste

### Einzel
| Jahr | Kategorie | Siegerin            | Finalgegnerin     | Ergebnis      |
| ---- | --------- | ------------------- | ----------------- | ------------- |
| 2021 | 250       | Sara Sorribes Tormo | Eugenie Bouchard  | 6:2, 7:5      |
| 2022 | 250       | Sloane Stephens     | Marie Bouzková    | 7:5, 1:6, 6:2 |
| 2022 | 1000      | Jessica Pegula      | Maria Sakkari     | 6:2, 6:3      |
| 2023 | 1000      | Maria Sakkari       | Caroline Dolehide | 7:5, 6:3      |
| 2024 | 500       | Magdalena Fręch     | Olivia Gadecki    | 7:65, 6:4     |

### Doppel
| Jahr | Kategorie | Siegerinnen                        | Finalgegnerinnen                       | Ergebnis           |
| ---- | --------- | ---------------------------------- | -------------------------------------- | ------------------ |
| 2021 | 250       | Ellen Perez Astra Sharma           | Desirae Krawczyk Giuliana Olmos        | 6:4, 6:4           |
| 2022 | 250       | Kaitlyn Christian Lidsija Marosawa | Wang Xinyu Zhu Lin                     | 7:5, 6:3           |
| 2022 | 1000      | Storm Sanders Luisa Stefani        | Anna Danilina Beatriz Haddad Maia      | 7:64, 6:72, [10:8] |
| 2023 | 1000      | Storm Hunter Elise Mertens         | Gabriela Dabrowski Erin Routliffe      | 3:6, 6:2, [10:4]   |
| 2024 | 500       | Anna Danilina Irina Chromatschowa  | Oksana Kalaschnikowa Kamilla Rachimowa | 2:6, 7:5, [10:7]   |